# فرانکی بنکس
فرانکی بنکس (انگلیسی: Frankie Banks؛ زادهٔ ۲۱ اوت ۱۹۴۵) بازیکن فوتبال است.